# Chiva (España)
Chiva es un municipio de la Comunidad Valenciana (España), perteneciente a la provincia de Valencia. Cuenta con una población de 17 245 habitantes (INE 2024). Se trata de un municipio castellanohablante, en el que el castellano cuenta con el predominio lingüístico reconocido legalmente.

## Geografía

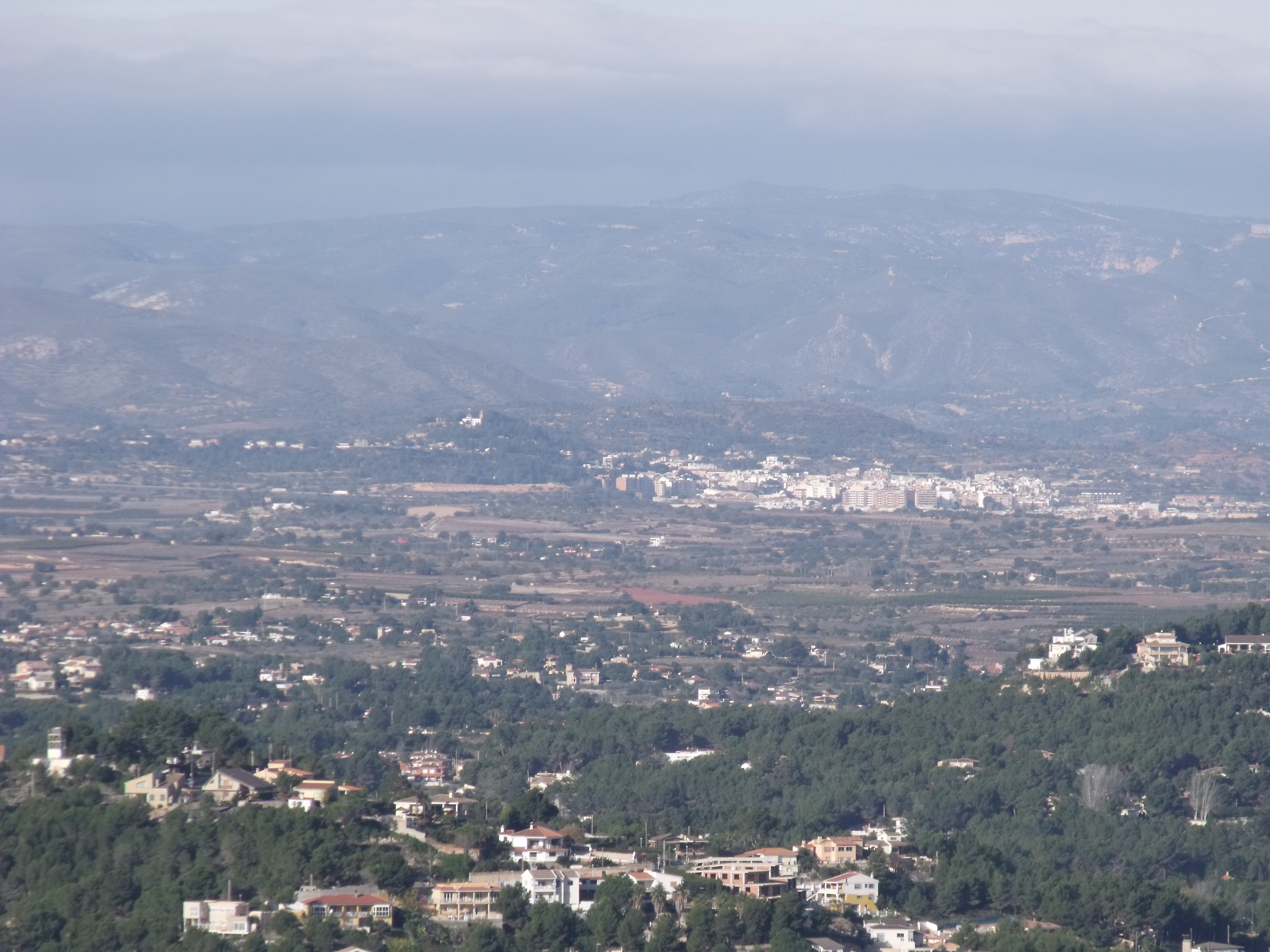
Vista de Chiva y su término desde la Sierra Perenchiza

Integrado en la comarca de Hoya de Buñol, siendo la capital de la misma. Tiene una extensión de 177,7 km² y se encuentra situada a 31 km de la capital valenciana.
El relieve del municipio es accidentado, con numerosos barrancos y fuentes. El noroeste del territorio es el más montañoso, donde se alzan la sierra de los Bosques o de Chiva (algunos de los picos más altos son el de los Ajos a 1082 m y Carrasquilla a 1044 m). Justo en el punto más al oeste del término se alza la sierra de Brugal, donde el pico Santa María (punto más alto del término con 1138 m) hace de límite con Siete Aguas y Gestalgar. Entre la sierra de las Cabrillas y la sierra de los Bosques, se extiende el Paraje Natural Municipal Sierra de Chiva de alto valor ecológico, paisajístico y cultural. Por el centro, el norte y el este el terreno es más llano, conectando con el Campo del Turia, donde se localiza el pueblo, a 271 m sobre el nivel del mar. Por el sur, algunas pequeñas elevaciones que alcanzan los 400 m hacen de límite con Godelleta (la Silla, 428 m). La zona más al oeste está ocupada por la sierra Perenchiza, alcanzando 331 m, haciendo límite con el término de Torrente. El punto más bajo del término se encuentra a 89 m, justo en el límite noreste.
La superficie forestal representa el 40,3 % del total, con especies como el pino y la carrasca. Los devastadores incendios de la década de 1990 dejaron la mayor parte de la sierra calcinada, arrasando 10 686 ha. Desde entonces se está llevando a cabo importantes labores de repoblación y acondicionamiento del medio natural.

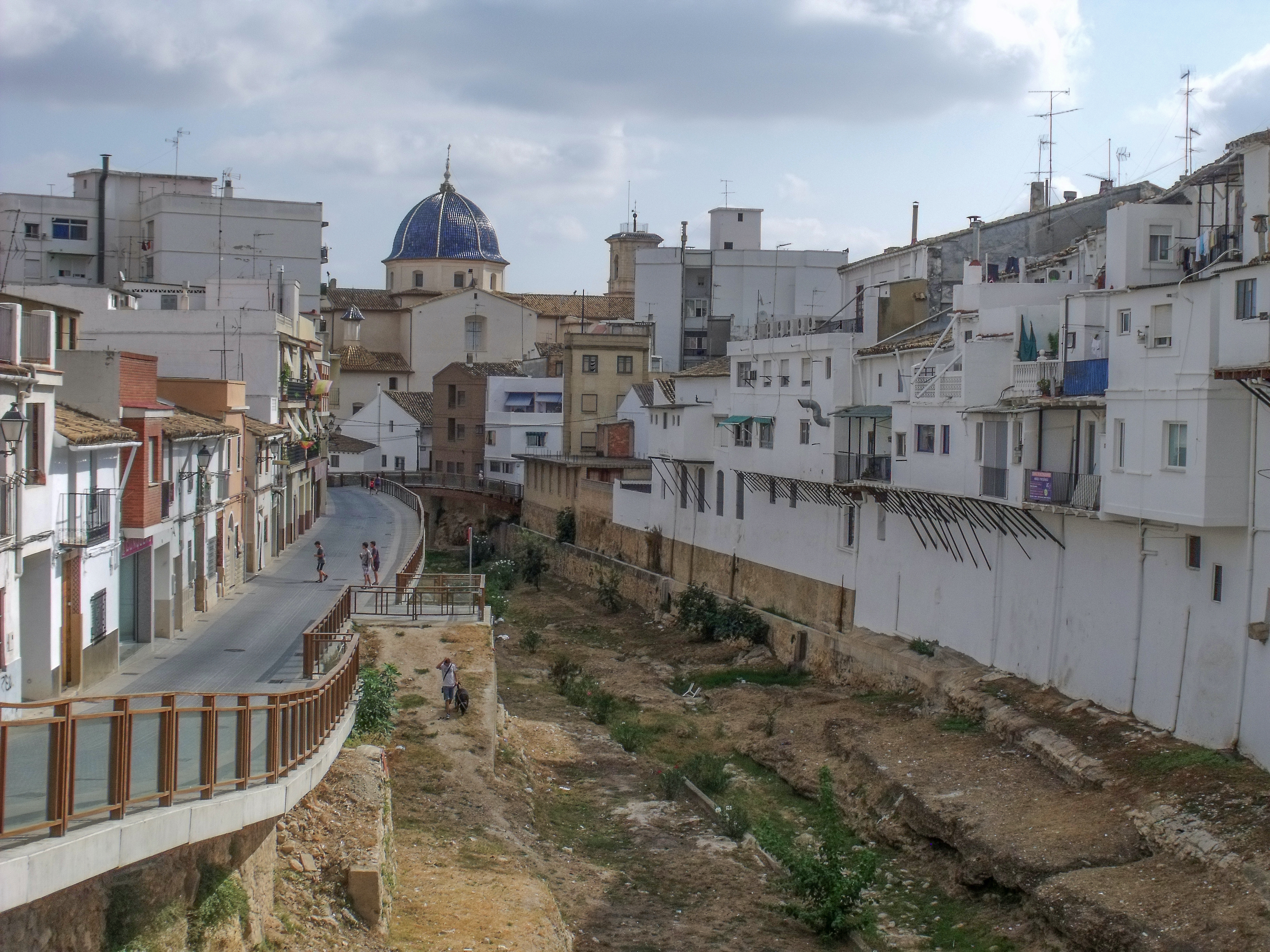
Barranco de Chiva dentro del casco urbano

El principal configurador de la topografía de la zona es el Barranco de Chiva, que recoge en el término municipal de Cheste las aguas de los barrancos Grande y de la Cueva Morica, para continuar su travesía por el Llano de Cuart hasta desembocar en la Albufera. El clima es claramente mediterráneo, con veranos calurosos e inviernos templados. La temperatura media anual se sitúa en 17 °C. Chiva registra una media de 290 días de sol al año.
| Noroeste: Gestalgar | Norte: Cheste          | Noreste: Ribarroja del Turia   |
| Oeste: Siete Aguas  |                        | Este: Cuart de Poblet y Aldaya |
| Suroeste: Buñol     | Sur: Buñol y Godelleta | Sureste: Torrente              |

## Historia

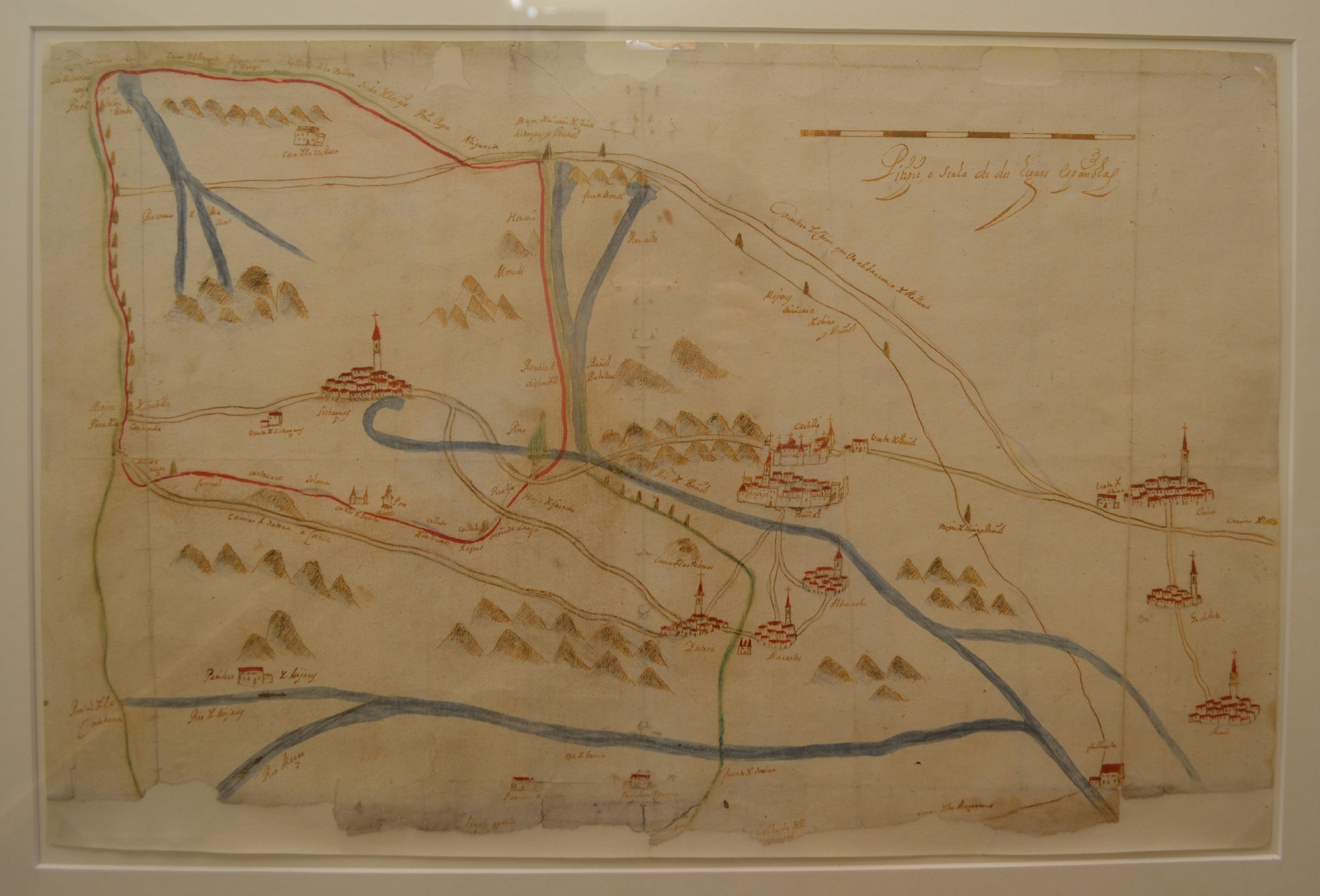
Mapa de los términos municipales de Siete Aguas. Buñol, Chiva y Macastre (1721)

En el término de Chiva se han encontrado restos de la Edad de los Metales, de la época ibérica y de la romana. Conquistada hacia 1246 o 1247 a los musulmanes por el rey Jaime I de Aragón, prevaleció gran parte de la población musulmana y cambió constantemente de manos señoriales en los siglos siguientes. Cuando en 1519 estalla el movimiento de las Germanías esta población se le opondrá, puesto que los agermanados exigen el bautismo de los musulmanes. La expulsión de los moriscos, en 1609, originó un despoblamiento casi total del término, que la carta puebla ofrecida por Gastón de Moncada, virrey de Aragón y señor entonces de la baronía de Chiva, no resolvió de manera total. En 1797, se constata una importante recuperación demográfica unida principalmente al desarrollo de la agricultura tanto de secano como de regadío.
El rechazo de las exigencias señoriales contribuye a explicar el apoyo al Archiduque Carlos en la Guerra de Sucesión y el afán de incorporación a la Corona. En el siglo XIX, juntamente a la existencia de algunos carlistas, defensores del Antiguo Régimen, es mayor en Chiva la presencia de liberales, interesados en una serie de cambios profundos de signo burgués, que forman milicias para combatir a Cabrera y a otros generales carlistas que actúan en la zona.
Madoz entre 1845-1850 informa sobre la existencia de algún desarrollo industrial relacionado con las actividades agrarias, si bien será la llegada posterior del ferrocarril y la expansión de la vid la que traerá a un mayor impulso económico. En el siglo XX se desarrolla de manera importante el movimiento obrero, como lo demuestra la repercusión que tuvieron la huelga anarquista de 1911 y la de la crisis de 1917, así como los buenos resultados electorales del PSOE en 1919. Durante el siglo XX, experimenta la población una mayor intensificación de los cultivos, mayor desarrollo industrial y crecimiento demográfico importante. La crisis del sector vinícola supuso un periodo de recesión económica y poblacional que se mantuvo hasta los años 1970, cuando se produjo una nueva expansión basada en el desarrollo industrial y en la creación de un importante núcleo de segunda residencia, favorecidos ambos por la proximidad al área metropolitana de Valencia.

### Gota fría de 2024

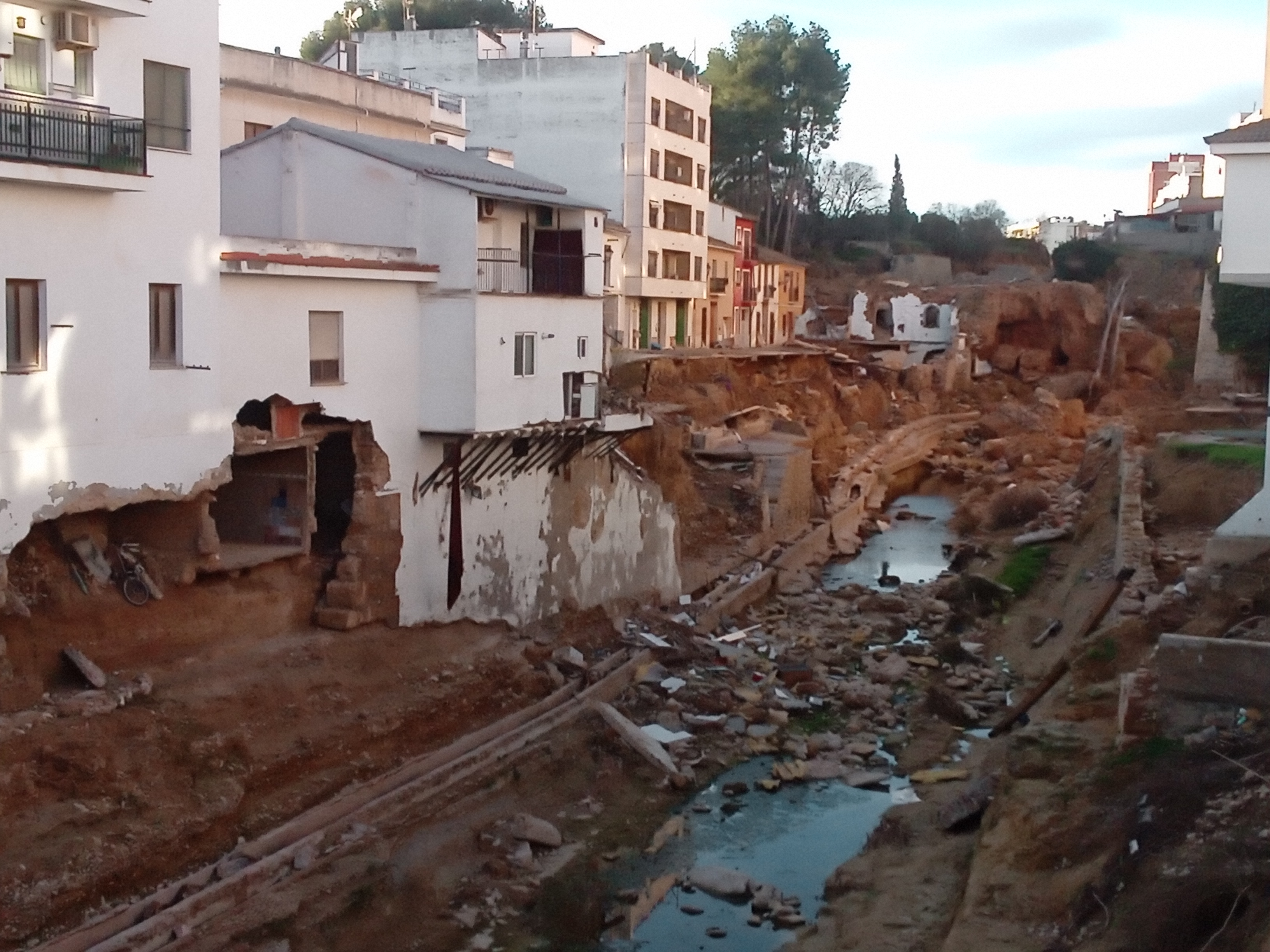
Zona del barranco con las casas afectadas tras el paso de la DANA

A finales de octubre de 2024, el municipio sufrió catastróficas inundaciones debido a un temporal de gota fría, que arrasó con carreteras, puentes y viviendas, dejando más de 200 muertos y cientos de damnificados en la provincia de Valencia. Las intensas lluvias desbordaron ríos y sistemas de drenaje, sumergiendo calles enteras bajo el agua y causando estragos en cultivos y propiedades. En los Felipes, en Chiva, llegó a llover 600,2 mm el día 29 de octubre de 2024.
Chiva es una de las localidades valencianas más castigadas por la DANA. El martes 29 de octubre de 2024 comenzaron las lluvias.
Inicialmente la gente no se alertó al ver el agua bajar el barranco del centro del pueblo con gran ímpetu pues ya había sucedido otras veces. Aproximadamente a las 15h la gente comenzó a alarmarse por la continuidad de la lluvia y el aumento de la fuerza del agua del barranco. A las 17h se compartían imágenes de un riachuelo por la calle Ramón y Cajal, esto sorprendía pero ya había sucedido antes. A las 17:30h la difusión de vídeos en diferentes zonas del pueblo puso en estado de alerta a la población. A partir de este momento la gente estaba totalmente asustada: los vehículos, contenedores y vecinos eran arrastrados por el agua, provocando grandes desgracias. A las 20h el barranco se desbordó por la fuerza del agua, aumentando el movimiento de los coches y contenedores además de cualquier otro mobiliario que se encontrara cerca del barranco.
Además de las pérdidas humanas y materiales, en Chiva se derrumbó la fachada posterior del emblemático edificio de finales del siglo XIX la Sociedad Recreativa Cultural la Mutua. Este centro cultural de arquitectura modernista cuenta con una cafetería que afortunadamente se encontraba vacía en el momento del derrumbe, no obstante esto, la caída de los muros provocó el desalojo de varios residentes de la calle Antonio Machado.
Inicialmente el Ayuntamiento de Chiva confirmó la muerte de 7 personas y un número indefinido de desaparecidos, sin embargo, Amparo Fort, la alcaldesa, explicó que temía que el número de muertos pudiera alcanzar los cien. El 11 de noviembre, es decir, 11 días después de la DANA, todavía había 130 familias que no podían volver a sus domicilios.

## Demografía
Chiva (España) cuenta con una población de 17 245 habitantes (INE 2024).
| Gráfica de evolución demográfica de Chiva entre 1842 y 2021                                                         |
| |
| Población de derecho según los censos de población del INE Población de hecho según los censos de población del INE |

Gracias a su cercanía a Valencia y sus numerosas urbanizaciones, en los últimos años Chiva ha experimentado un notable crecimiento demográfico. La población se distribuye entre el casco urbano, donde vive el 58,03 % de la población total, y las 17 urbanizaciones repartidas por todo el término municipal, con un 41,97 %.
En el año 2014 la población era de 15 652 habitantes, de los cuales 9083 viven en el casco urbano (considerado como la unión del pueblo original -8544 habitantes- con la urbanización La Loma del Castillo -539 habitantes-, muy cercana al mismo). Un total de 6569 habitantes viven en las urbanizaciones.

## Economía
Chiva ha pasado de una economía agrícola a una economía industrial, sobre todo los servicios. El sector agrícola, hoy en día, está en proceso de cambio: pasar de secano a regadío. Los principales cultivos de esta población son los cítricos, las hortalizas, la viña y el algarrobo.
Respecto a la industria, todos los bienes y recursos son bastante altos, sobre todo en la cerámica, los transformadores metálicos y la construcción.
En cuanto a los servicios y el comercio, se trabaja de manera activa en promocionar el sector como fuente principal económica y representa uno de los puntos clave de la economía de Chiva.

Chiva es un importante núcleo de turismo interior que cuenta con numerosas urbanizaciones como son las de Calicanto, Sierra Perenchiza, Loma de Miralcampo, Carambolo, El Bosque, Atalaya, Las Pedrizas, Olimar y La Loma.

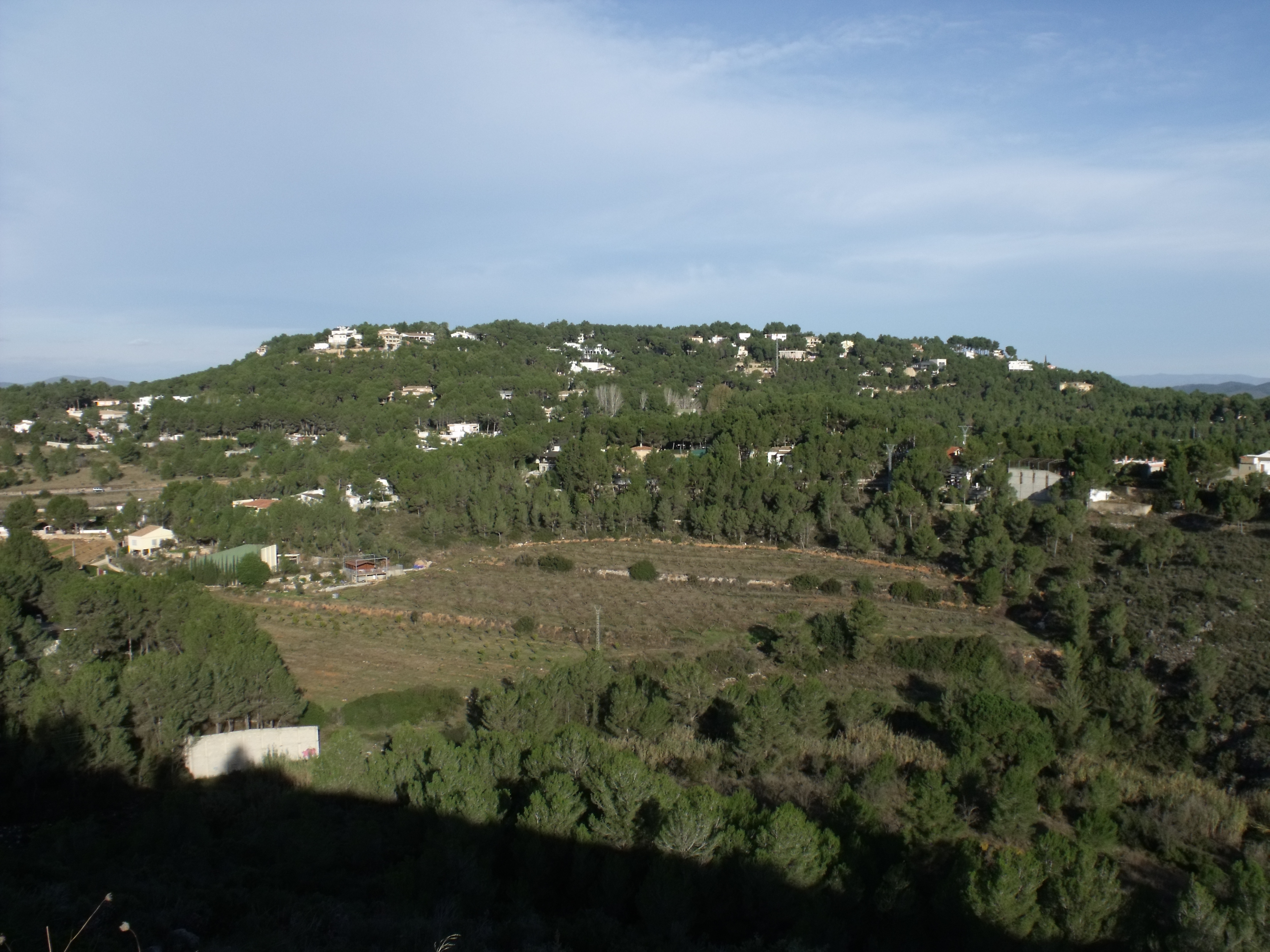
Urbanización El Bosque
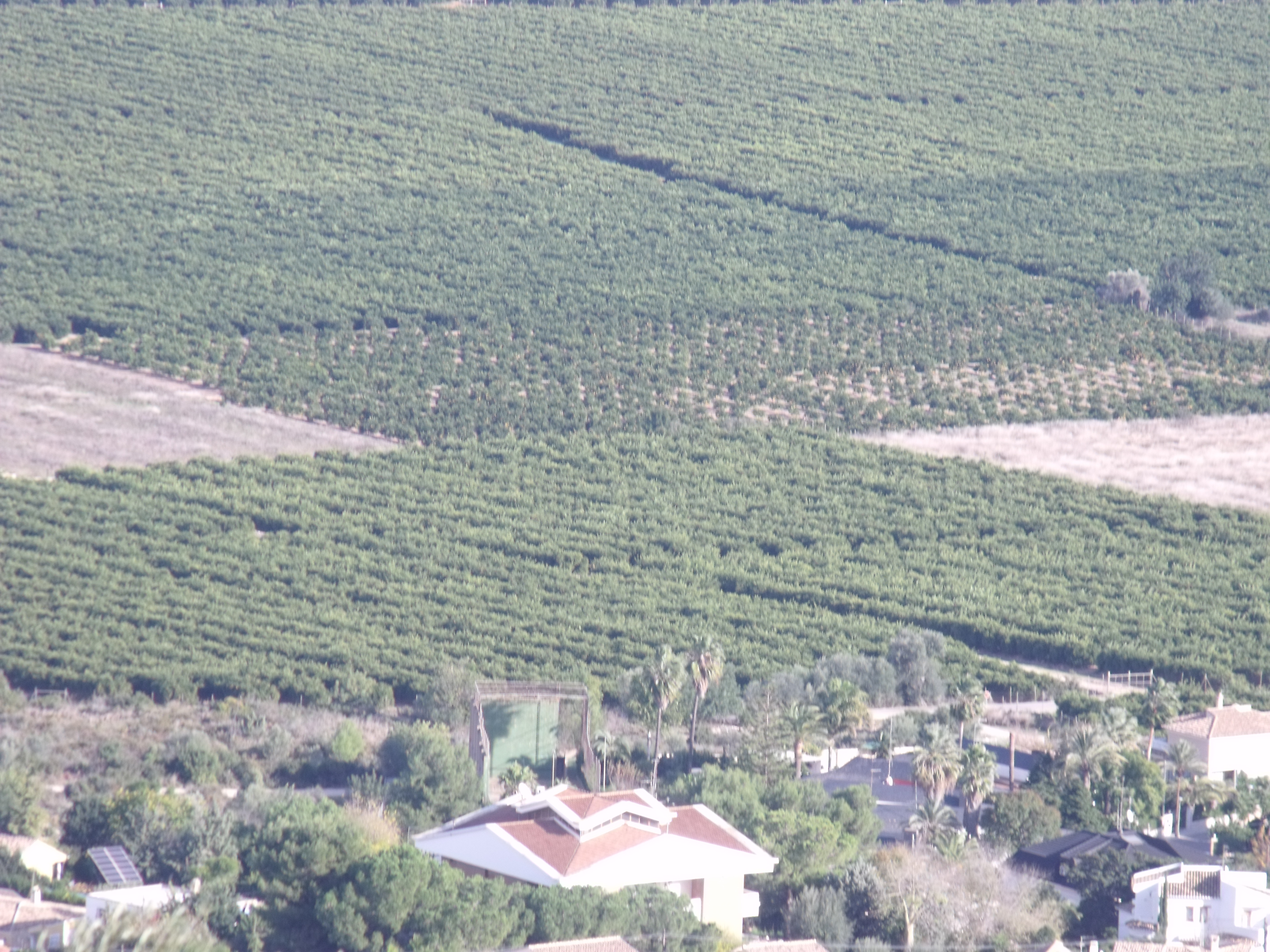
Naranjos en la partida de Santo Domingo, extremo sudeste del término
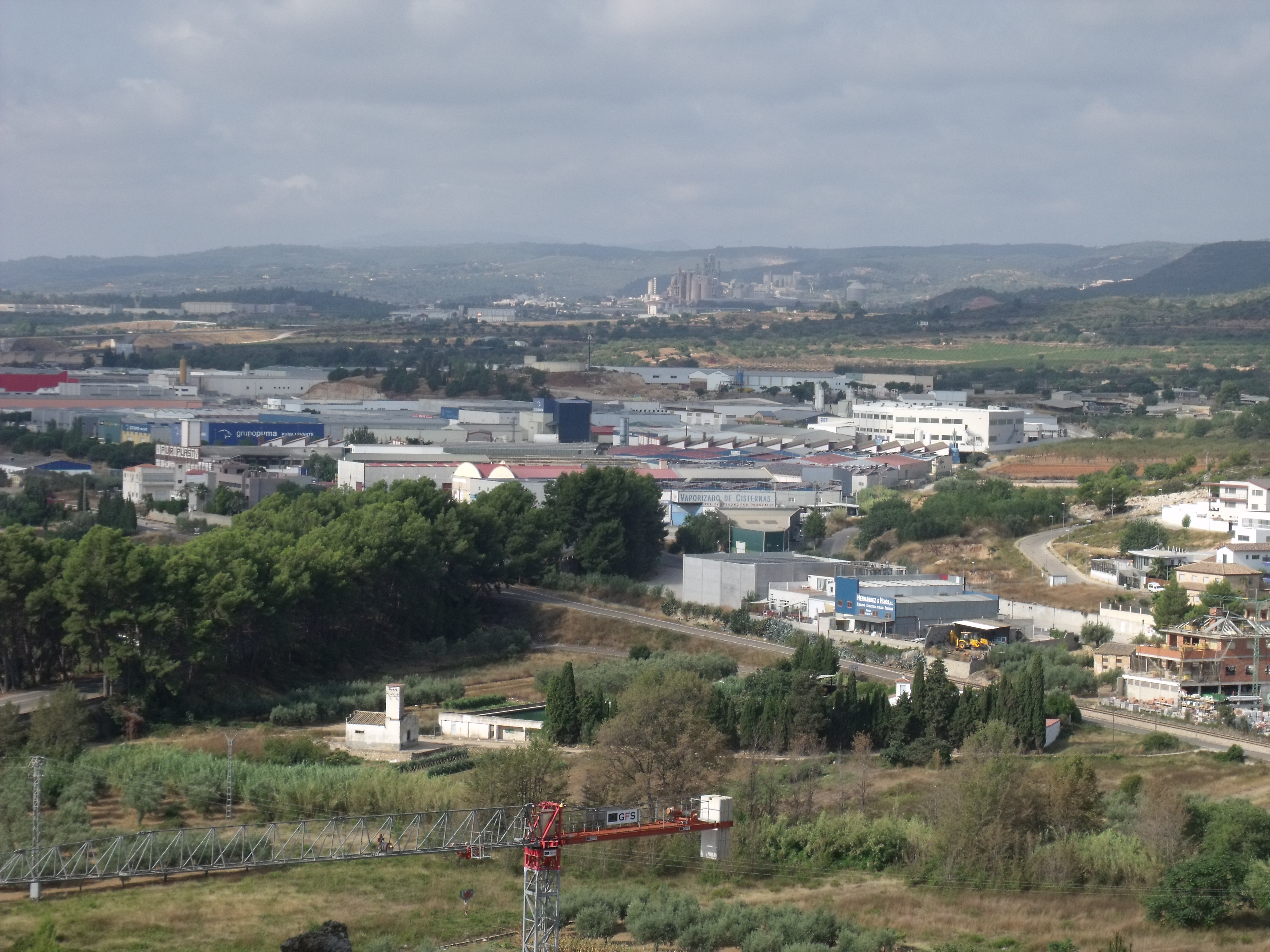
Polígono Industrial La Pahilla
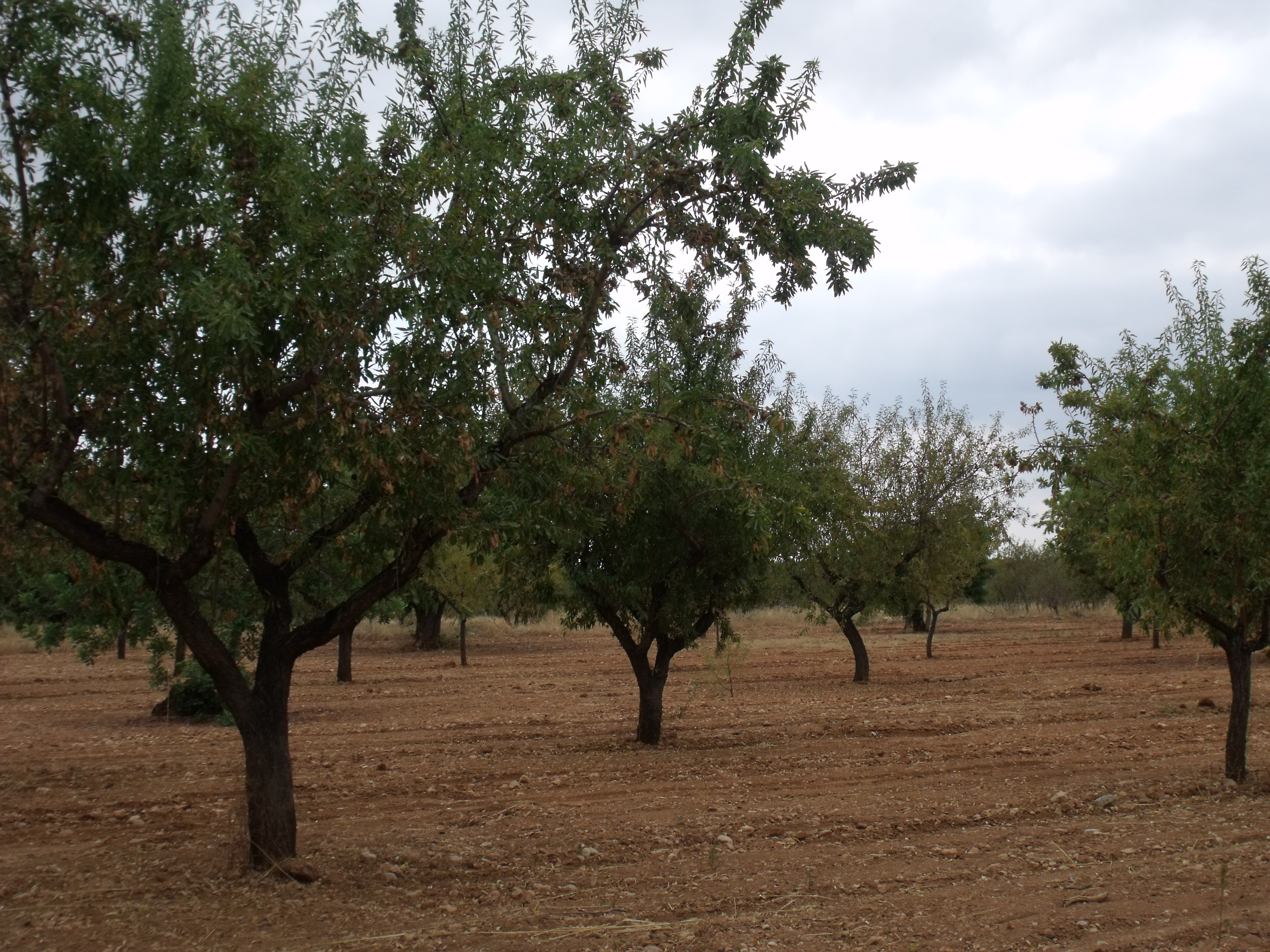
Cultivos de secano
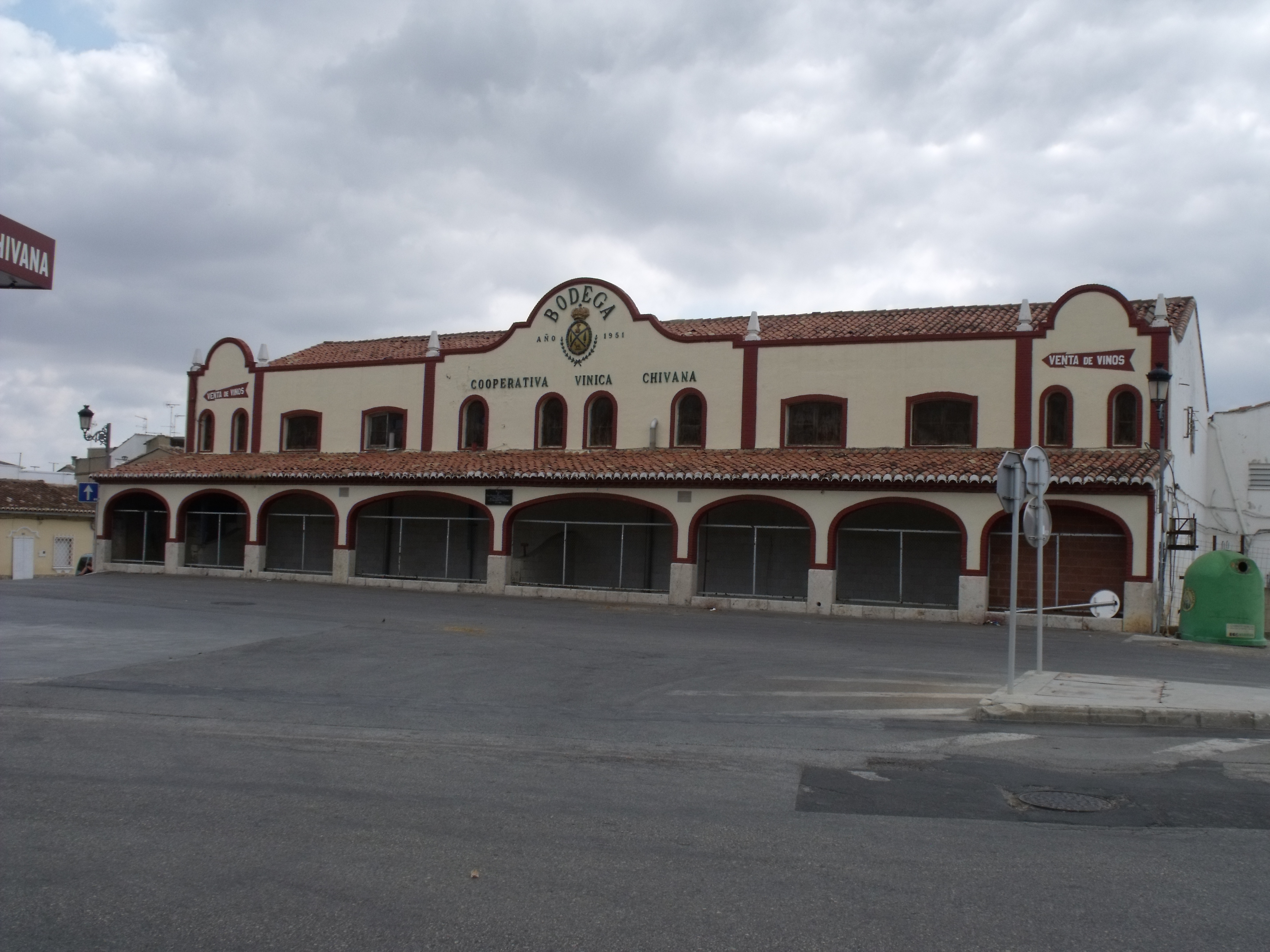
Bodega cooperativa
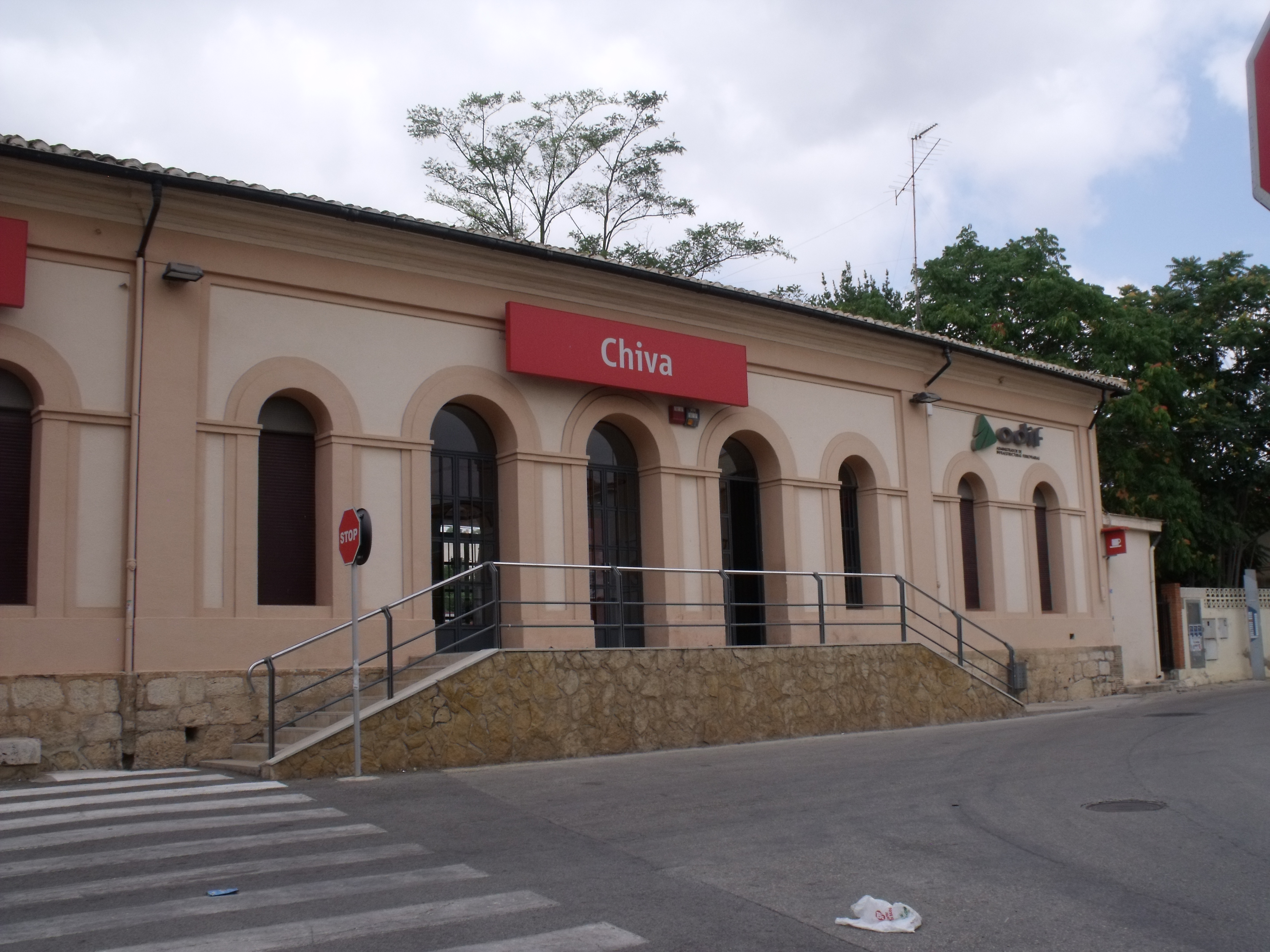
La llegada del ferrocarril facilitó la comercialización de los productos chivanos, especialmente del vino

## Administración y política
| Periodo   | Nombre                                                                                  | Partido      |
| --------- | --------------------------------------------------------------------------------------- | ------------ |
| 1979-1983 | Miguel Esteve Mateu                                                                     | PSPV-PSOE    |
| 1983-1987 | Miguel Esteve Mateu                                                                     | PSPV-PSOE    |
| 1987-1991 | Miguel Esteve Mateu                                                                     | PSPV-PSOE    |
| 1991-1995 | Miguel Esteve Mateu                                                                     | PSPV-PSOE    |
| 1995-1999 | Joaquín Salvo Burriel                                                                   | PP           |
| 1999-2003 | Joaquín Salvo Burriel (1999-2000) Moción de Censura José Luis Yebra Alarcón (2000-2003) | PP PSPV-PSOE |
| 2003-2007 | José Luis Yebra Alarcón (2003-2005) Moción de Censura José Manuel Haro Gil (2005-2007)  | PSPV-PSOE PP |
| 2007-2011 | José Manuel Haro Gil                                                                    | PP           |
| 2011-2015 | José Manuel Haro Gil                                                                    | PP           |
| 2015-2019 | José Manuel Haro Gil (2015) Dimisión Emilio Morales Gaitán (2015-2019)                  | PP Compromís |
| 2019-2023 | Emilio Morales Gaitán                                                                   | Compromís    |
| 2023-act. | Amparo Fort Sánchez (2023-2024) Moción de censura Ernesto Navarro Yuste (2024-act.)     | PP PSPV-PSOE |

Amparo Fort Sánchez, exalcaldesa de Chiva, salió del cargo por una moción de censura que presentaron PSPV, Activa Chiva, Alternativa de Diseminados y Urbanizaciones de Chiva (ADUC) y Compromís. El motivo fue por la “nefasta gestión” que hubo en la DANA y en reconstruir las zonas dañadas por la riada. No obstante, llevaban planeando esta moción de censura desde verano después del incidente que hubo en las fiestas del “Torico de la Cuerda”.

## Comunicaciones

### Por carretera
El término municipal está atravesado por la autovía del Este, entre los pK 322 y 329 así como por las carreteras autonómicas CV-50, que permite la comunicación con Godelleta y Cheste, la CV-379, que la une a Gestalgar, y a CV-421, que la une con Turís.

### En tren
Cuenta con una estación de ferrocarril, donde presta servicio la línea C-3 de Cercanías Valencia.

### En autobús
Las siguientes líneas de MetroBus Valencia prestan servicio al municipio.
| Línea | Recorrido                                             | Operador        |
| ----- | ----------------------------------------------------- | --------------- |
| 430A  | Turís - Valencia                                      | Autocares Buñol |
| 430B  | Turís - Valencia (por Cuart de Poblet y Mislata)      | Autocares Buñol |
| 431A  | Cheste - Valencia                                     | Autocares Buñol |
| 431B  | Cheste - Valencia (por Urbanización Olimar)           | Autocares Buñol |
| 432A  | Yátova - Turís - Hospital de Manises (por Cheste)     | Autocares Buñol |
| 432B  | Yátova - Turís - Hospital de Manises (por Loriguilla) | Autocares Buñol |
| 433A  | Buñol - Hospital de Manises                           | Autocares Buñol |
| 433B  | Godelleta - Buñol - Hospital de Manises               | Autocares Buñol |
| 435A  | Yátova - València                                     | Autocares Buñol |
| 435B  | Yátova - València (por Cheste)                        | Autocares Buñol |
| 435C  | Yátova - València (por Cheste y urbanización Olimar)  | Autocares Buñol |

## Cultura
- La Sociedad Musical la Artística de Chiva es una banda sinfónica de unos 90-100 músicos. Fundada en 1850, esta banda ha sido cuna de eminencias musicales como Luis Antonio García Navarro. Entre los últimos logros de la sociedad musical cabe destacar el primer premio en el XXXV Certamen Internacional Villa de Altea, a la batuta de Francisco Carrascosa Miguel. La sociedad también alberga a la Escuela de Educandos L. A. García Navarro y a la coral polifónica Virgen Del Castillo. En el año 2007 fue inaugurada la casa de la música, lugar donde tienen cabida la escuela de educandos y los lugares de ensayo y concierto de la banda sinfónica y la coral polifónica.
- La Orquesta de Pulso y Púa Villa de Chiva es una orquesta que tiene sus orígenes como rondalla en 1981. Y más tarde, en 1992, empezó a formar parte de la Federación de Orquestas de Pulso y Púa como se conoce hoy en día, Orquesta de Pulso y Púa de Villa Chiva.[17] Esta agrupación está formada por instrumentos de pulso y púa, que se caracteriza por la interpretación de obras sinfónicas adaptadas a estos últimos y conseguir así una mayor difusión y divulgación de la importancia y versatilidad musical de los mismos. Ganadora del primer premio en el I Certamen de Vila Joiosa. Organiza el Festival Nacional de Orquestas de Pulso y Púa Villa de Chiva, festival de reconocido prestigio, junto con el Festival de primavera, que en 2013 celebró su XXV edición.

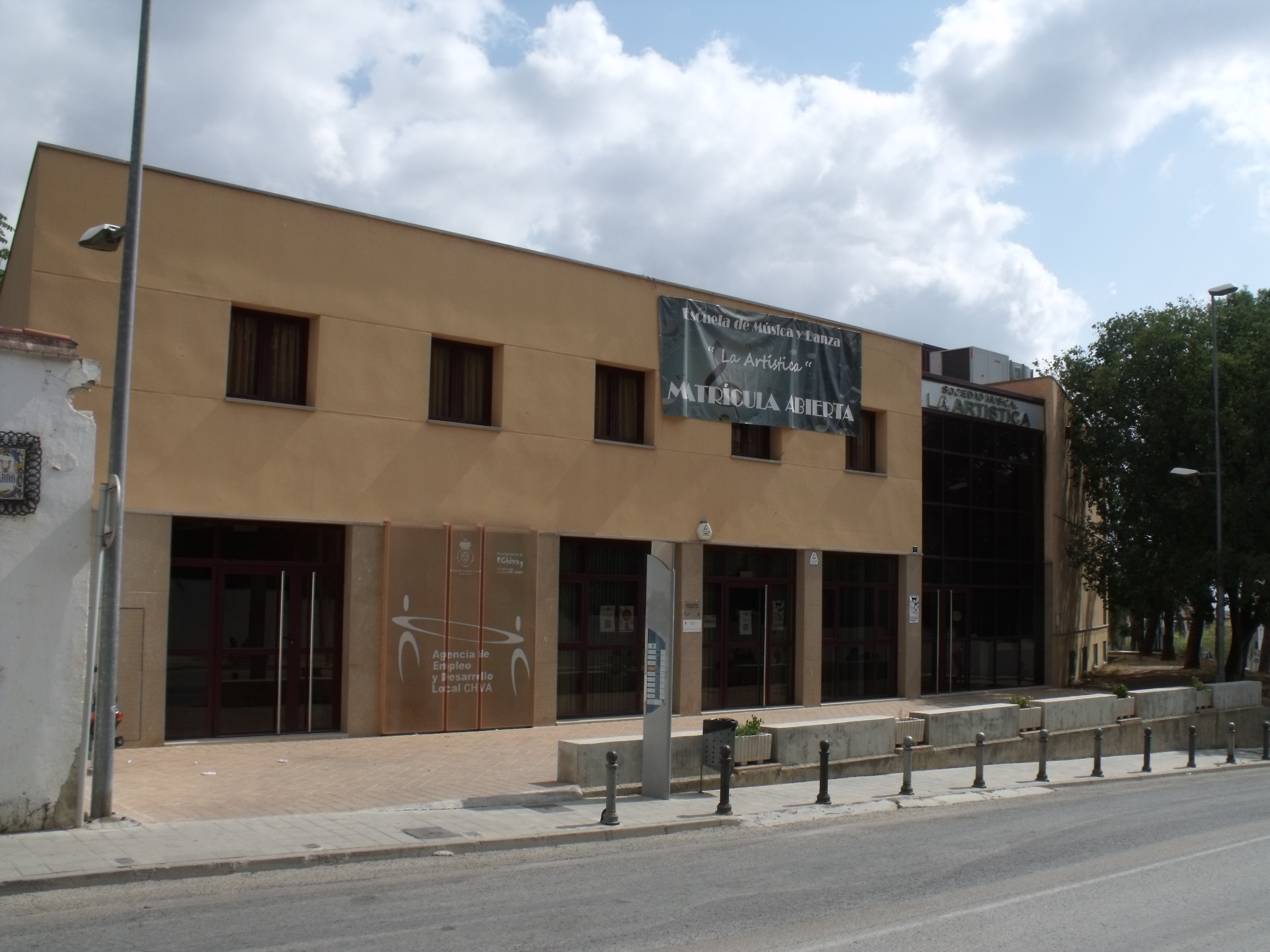
Sede de la Sociedad Musical La Artística
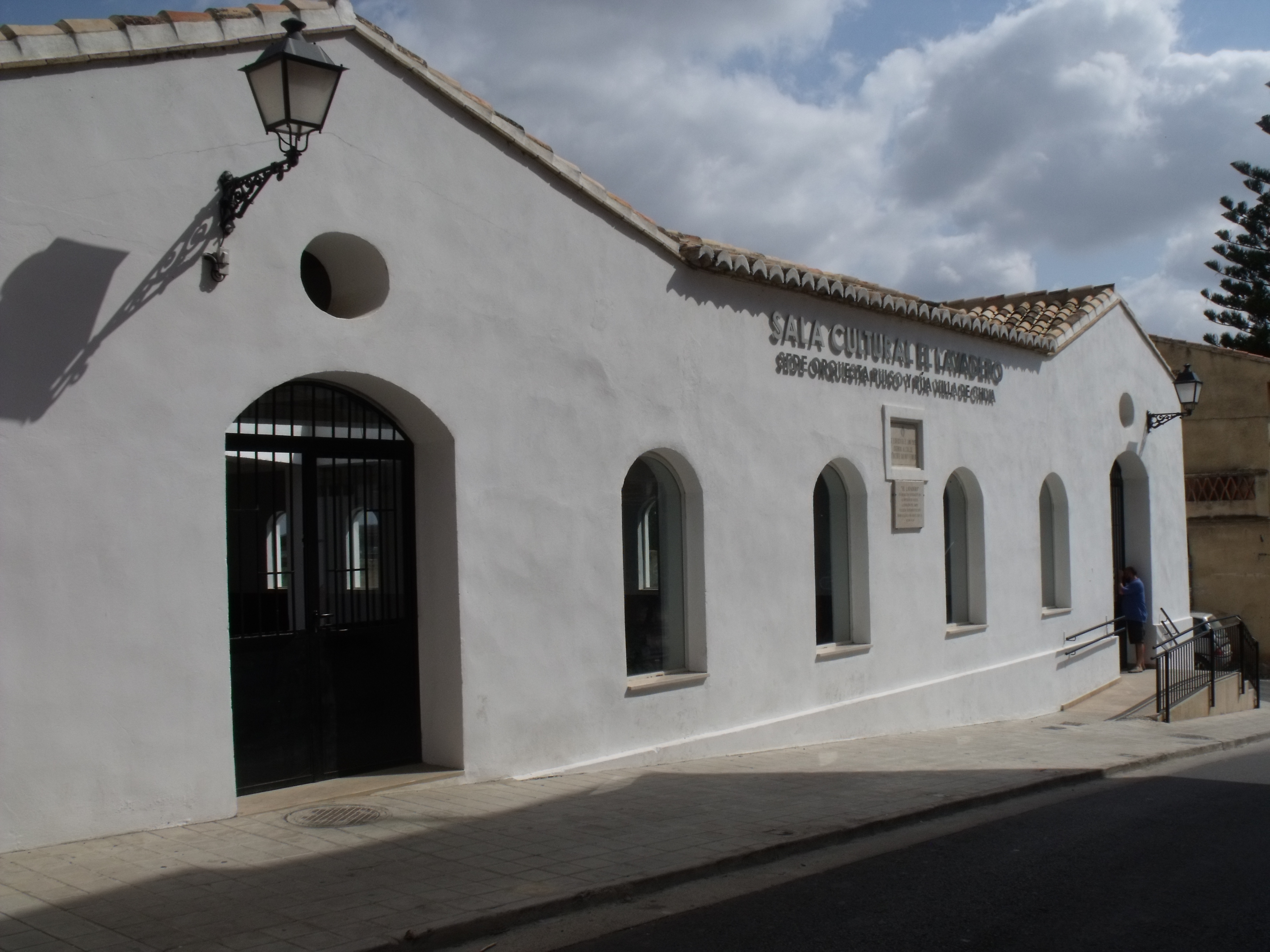
El centro cultural del antiguo lavadero es la sede de la Orquesta de Pulso y Púa

### Patrimonio
- Castillo de Chiva.
- Torreta de Chiva.
- La Torre de telegrafía óptica de Chiva es una torre óptica, con fusileras, que formaba parte de la línea de Madrid a Valencia.
- Cueva de la Alhóndiga.[18]
- Cueva de la Cofia.[18]
- Cueva del Barranco Grande.[18]
- Ermita de la Virgen del Castillo.
- Iglesia Arciprestal de San Juan Bautista, siglo XVIII.
- Colección pictórica del pintor barroco valenciano José Vergara Gimeno.
- Fuente de los 21 caños, modernista.

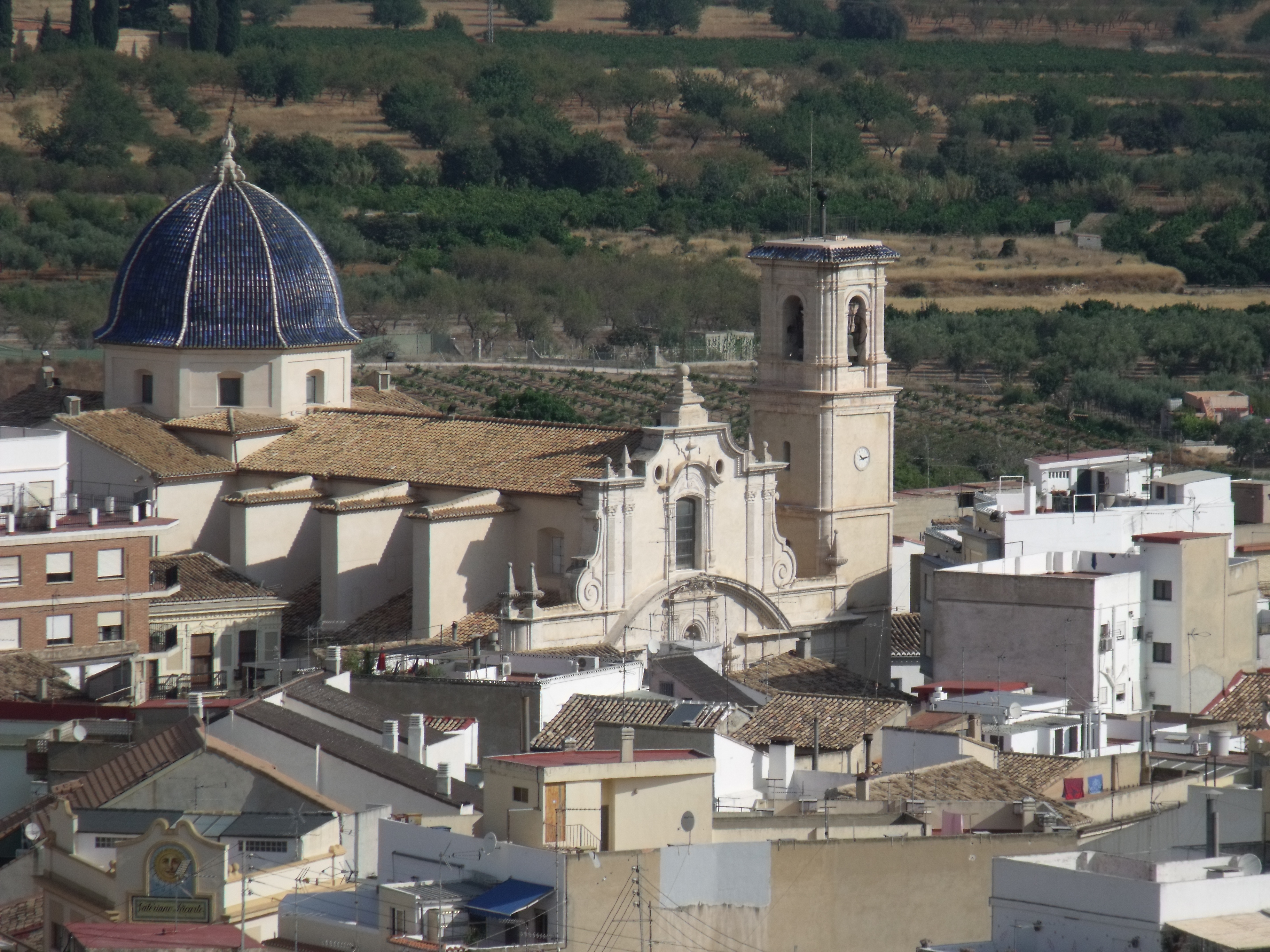
Iglesia de San Juan Bautista
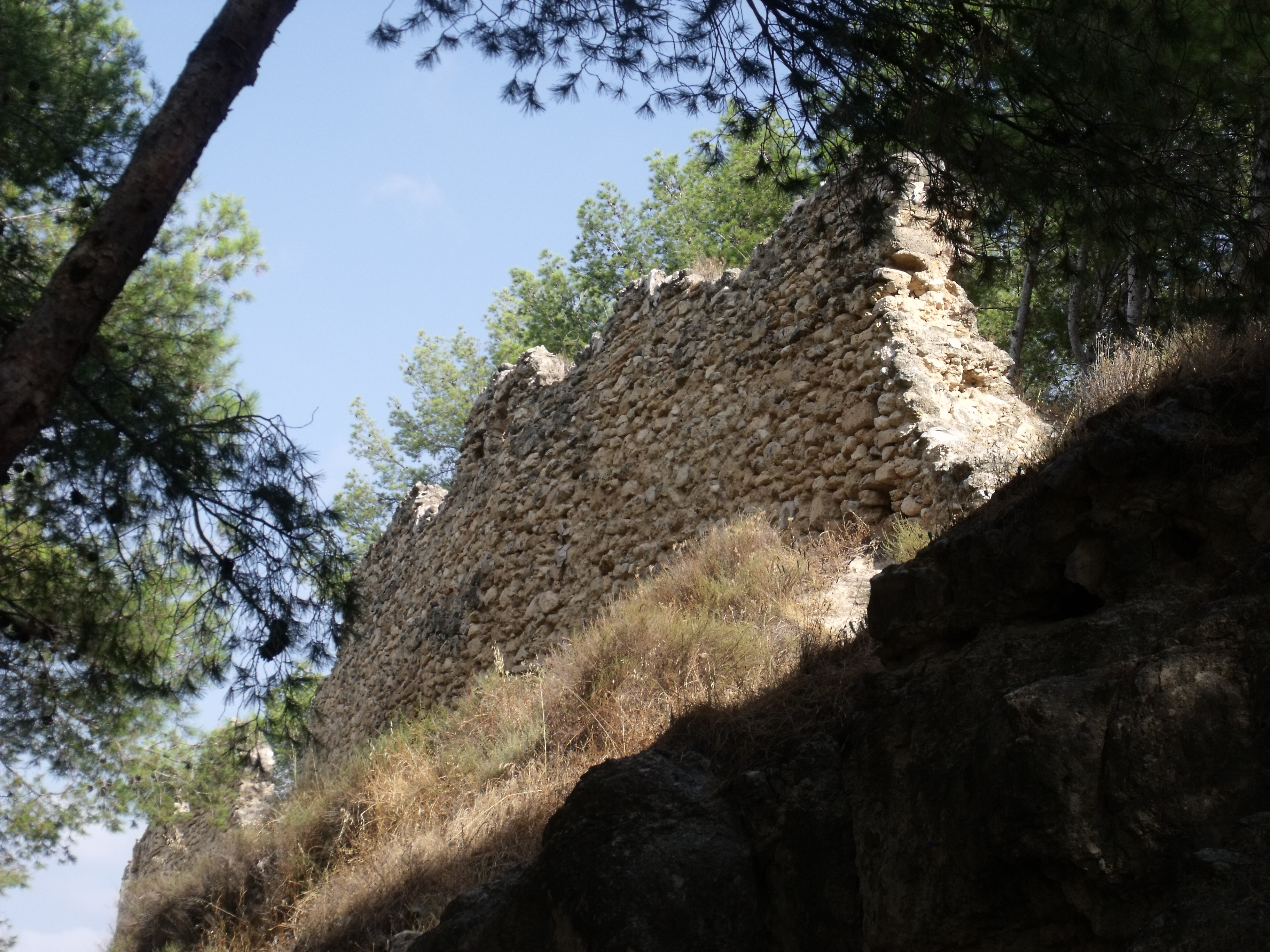
Restos del castillo
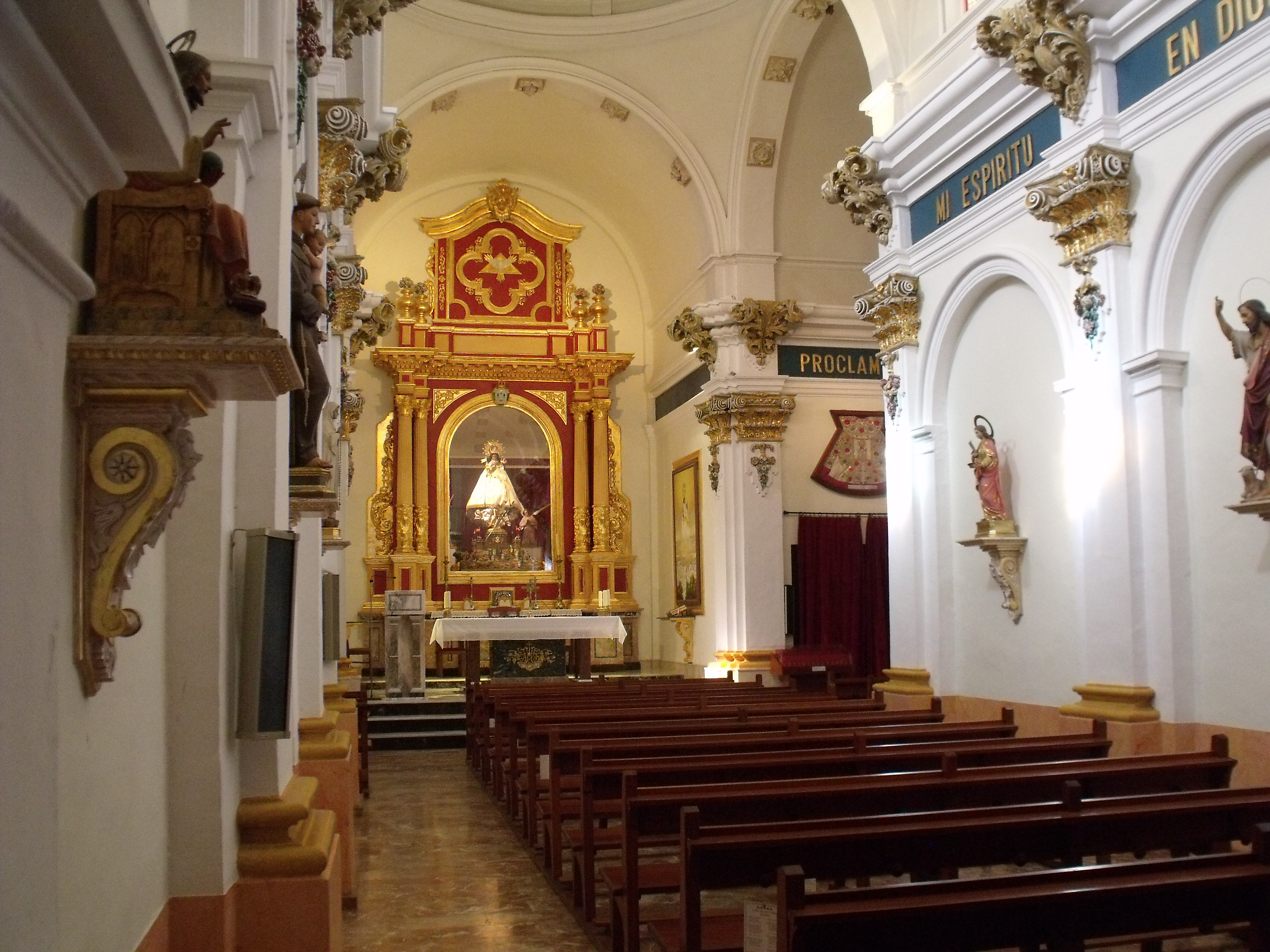
Ermita de la Virgen del Castillo
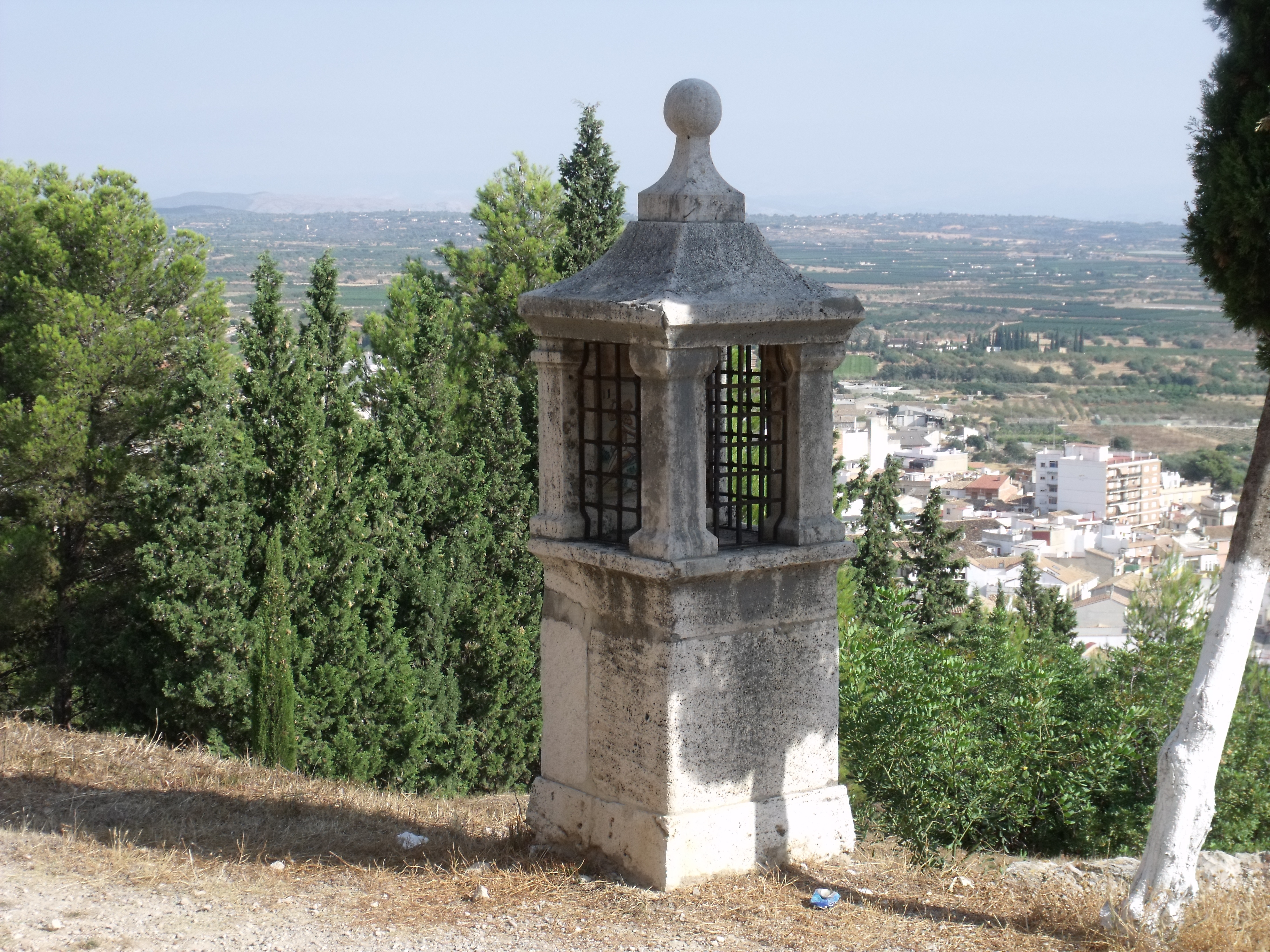
Calvario
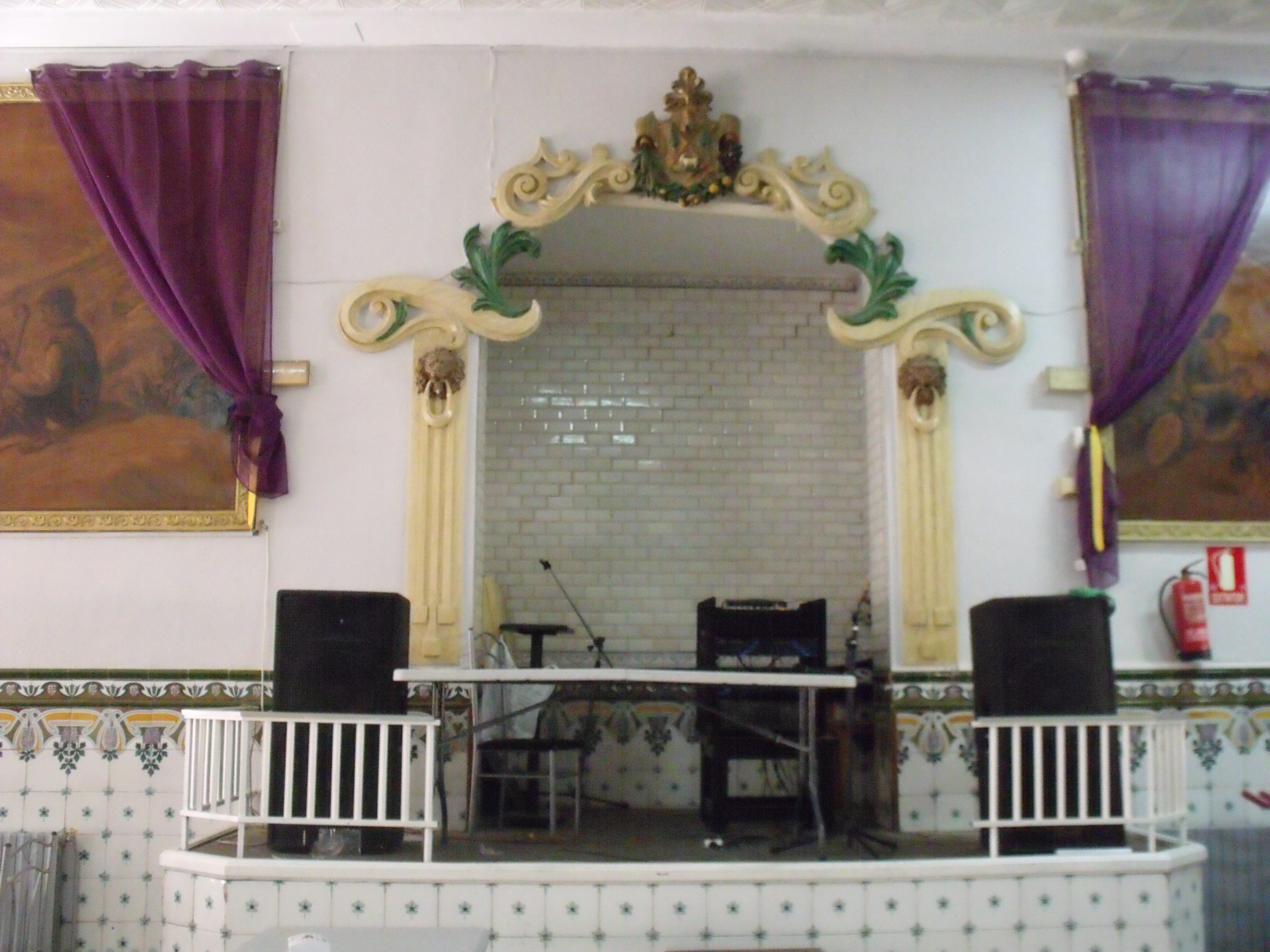
Sociedad Recreativa La Mutua (1883)
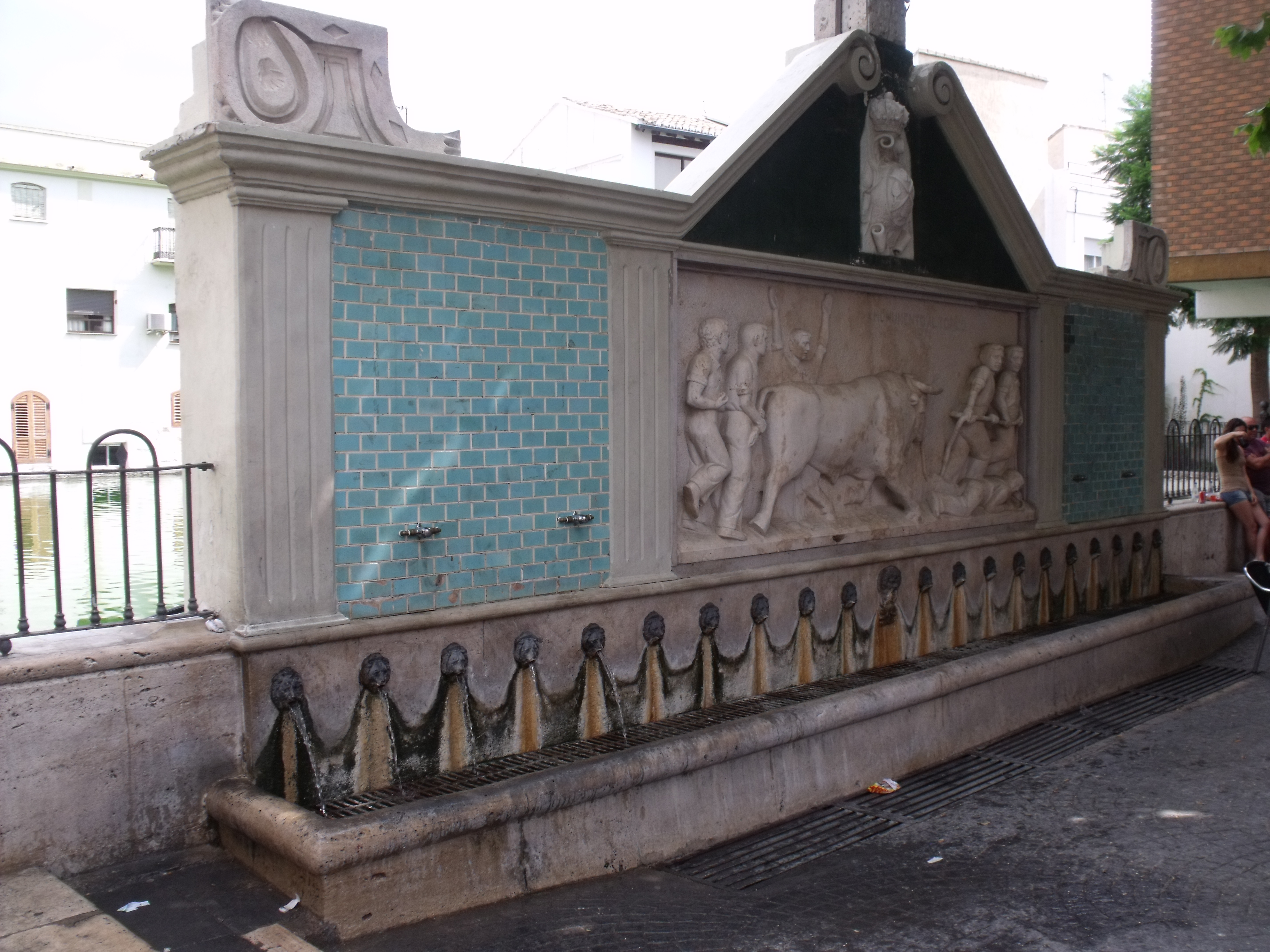
Fuente de los Veintiún Caños
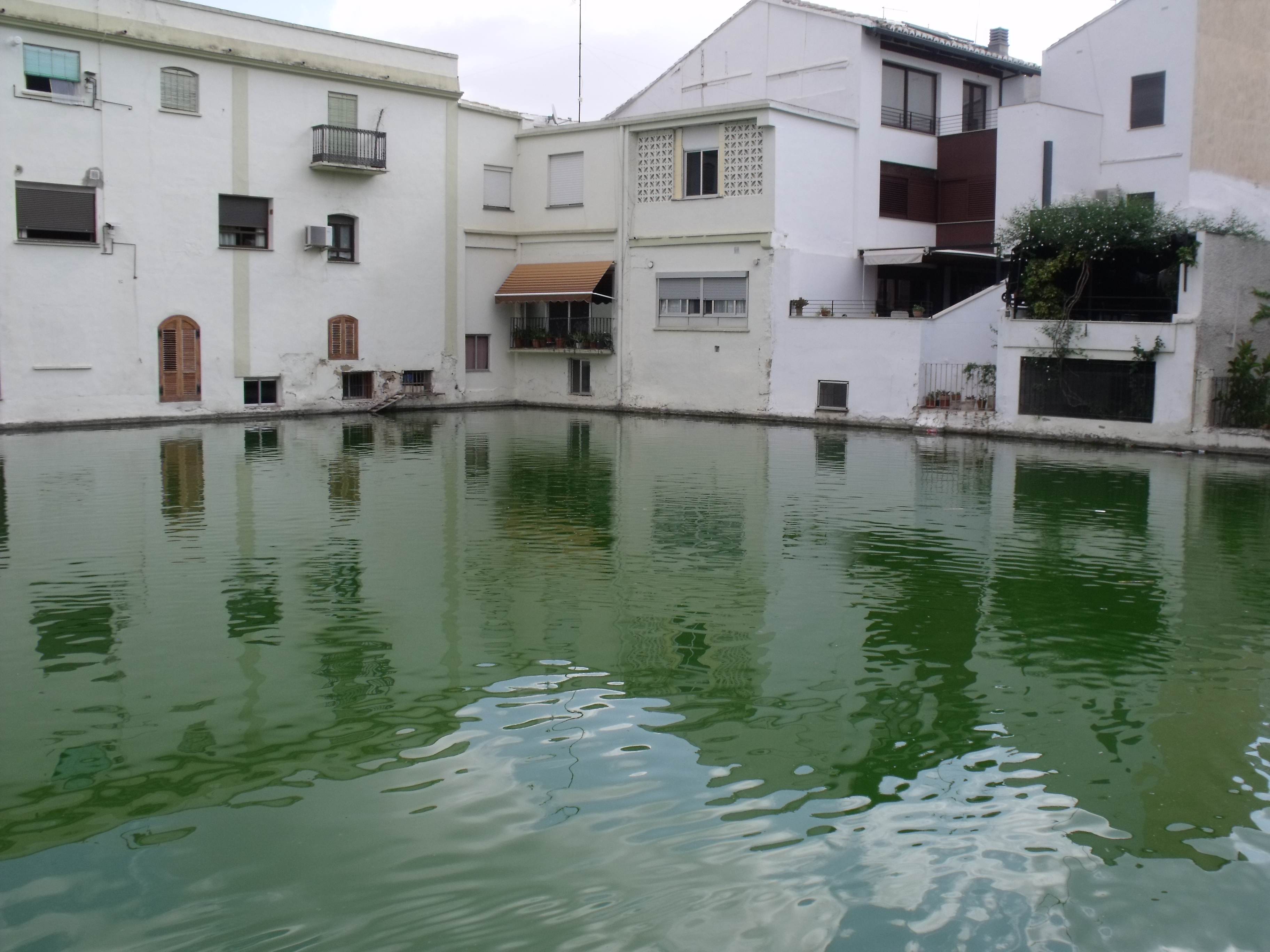
Balsa situada en el centro de la población
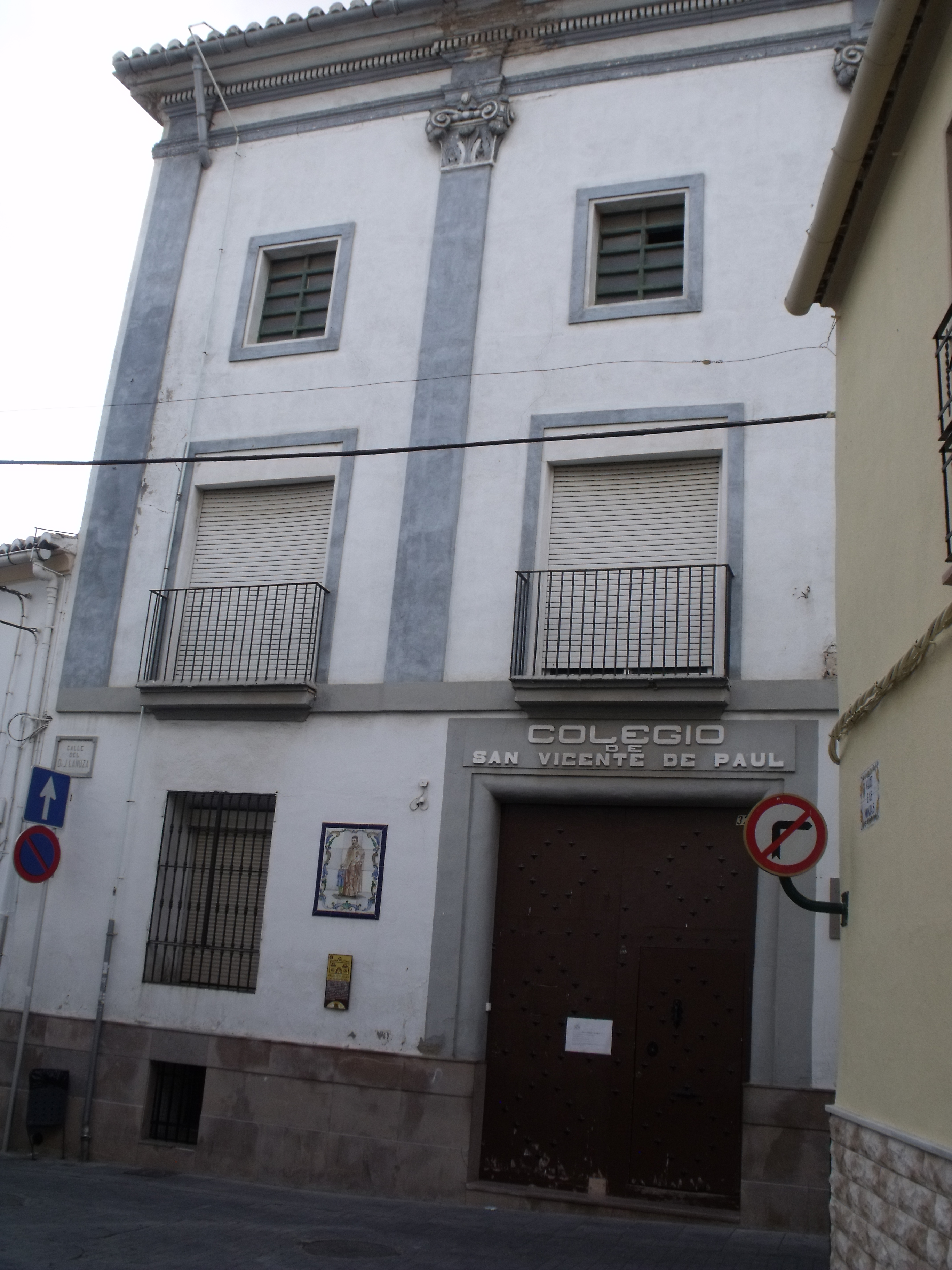
Antiguo palacio de los Duques de Medinaceli, en el barrio de Bechinos
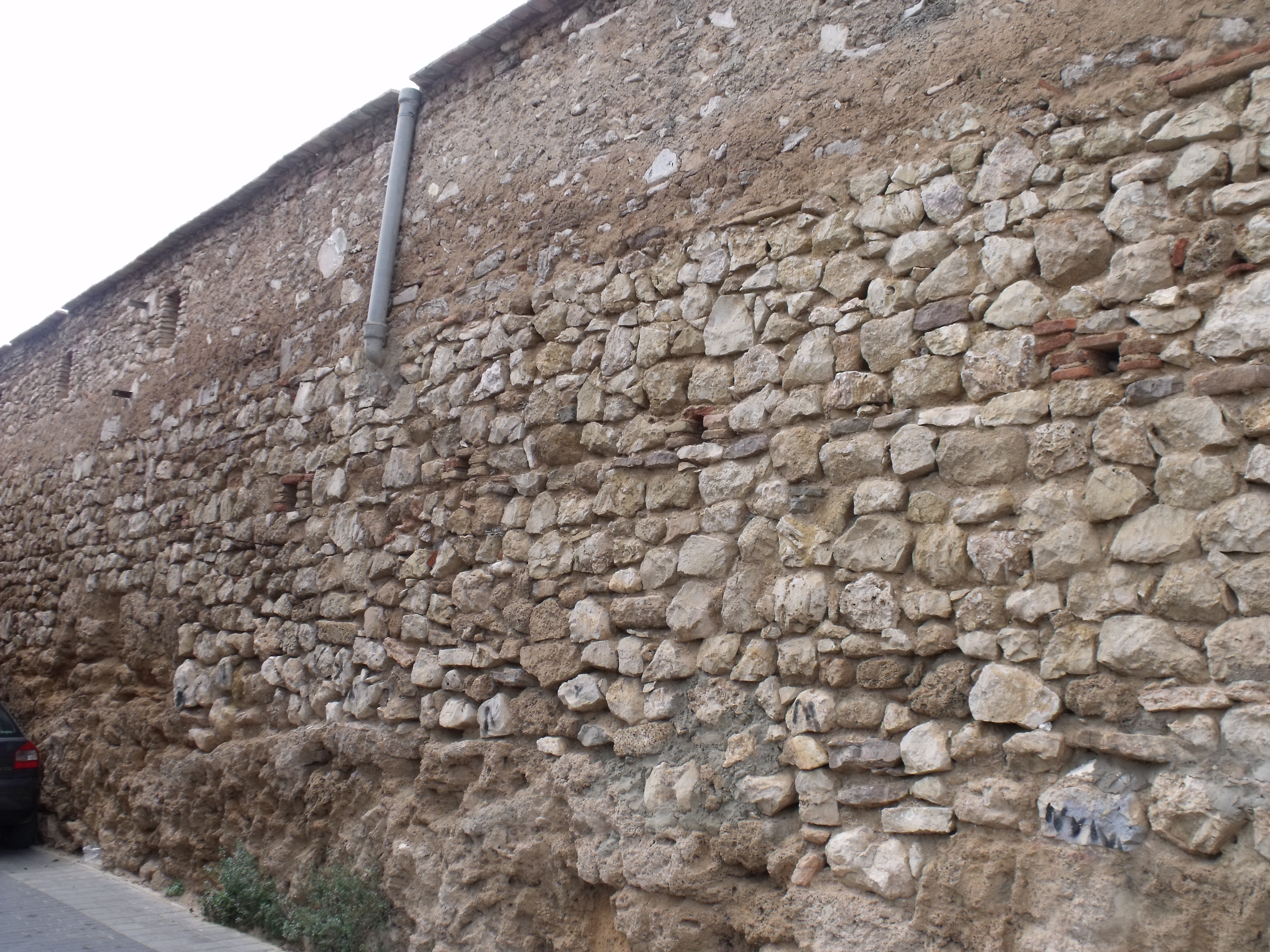
Muralla

### Fiestas

#### Virgen del Castillo
Las fiestas de septiembre de Chiva tienen lugar en honor a la Virgen del Castillo y se celebran durante la primera quincena del mes, conmemorando su aparición en la Loma del Castillo. La Virgen es bajada desde la ermita a hombros de chivanos y chivanas hasta la iglesia San Juan Bautista donde quedará resguardada hasta el día de la subida. El Pregón y la Noche del Mojete (plato típico de la localidad) dan comienzo a unas fiestas en las que durante quince días se celebran noches de disfraces, verbenas temáticas (noche ibicenca, la noche del deporte, la noche de los 60, etc.), paellas, juegos para niños, cabalgatas, etc.
El día de la Virgen del Castillo propiamente dicho es el 8 de septiembre, día en que la imagen sale en procesión tras la misa y se dispara una mascletá en su honor. El día anterior, se celebra la tradicional ofrenda floral a la Virgen en donde cientos de chivanos obsequian a su patrona con ramos de flores. Para finalizar la festividad, la Virgen del Castillo es devuelta en procesión a la ermita donde esperará un año más las fiestas en su honor.
La imagen de la Virgen del Castillo original debió ser colocada en la capilla hacia 1238. La tradición de su hallazgo se remonta a los años de la expulsión de los moriscos. La Virgen, cuya labra se remontaría a la época visigoda, fue escondida entre las piedras del castillo al producirse la invasión musulmana. Allí permanecería escondida casi mil años, hasta que en 1609 un pastor que estaba con su rebaño por las ruinas de la fortaleza, al ver que una de las ovejas se apartaba del hato, le tiró una piedra para hacerla volver con sus compañeras. La piedra, al caer, hizo un ruido extraño, que impulsó al pastor a acercarse. Al llegar al lugar donde había caído la piedra, descubrió la imagen de la Virgen. La Virgen fue bajada al pueblo, y en 1627 se le construyó la ermita.

#### ElTorico

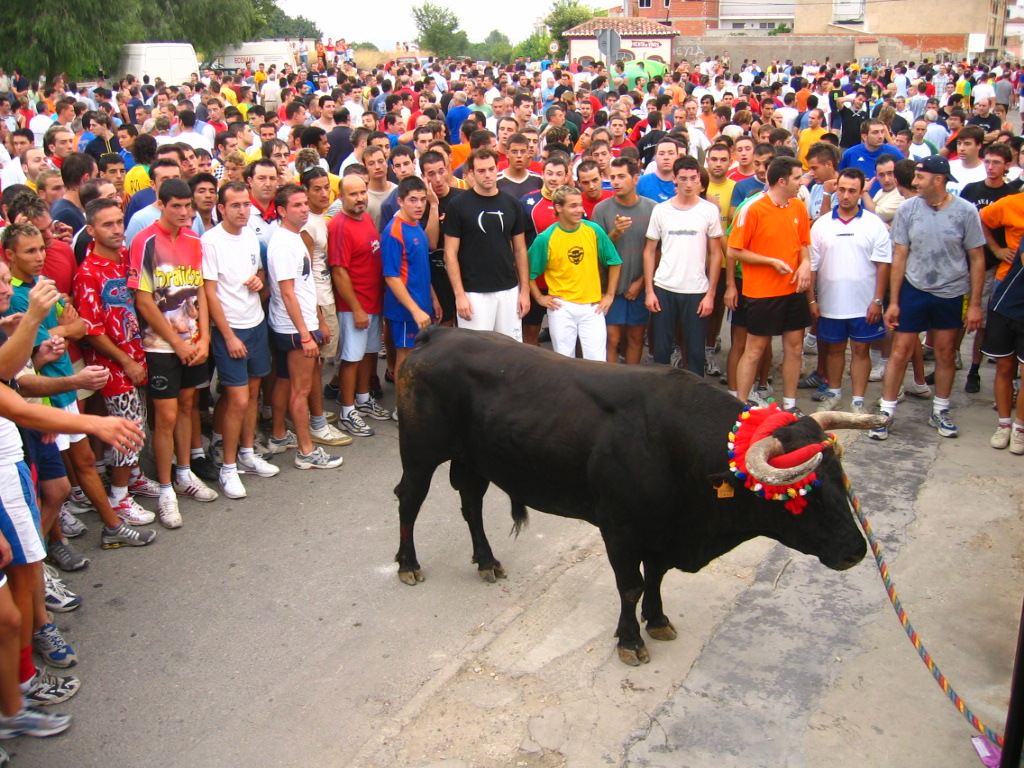
El torico de la cuerda
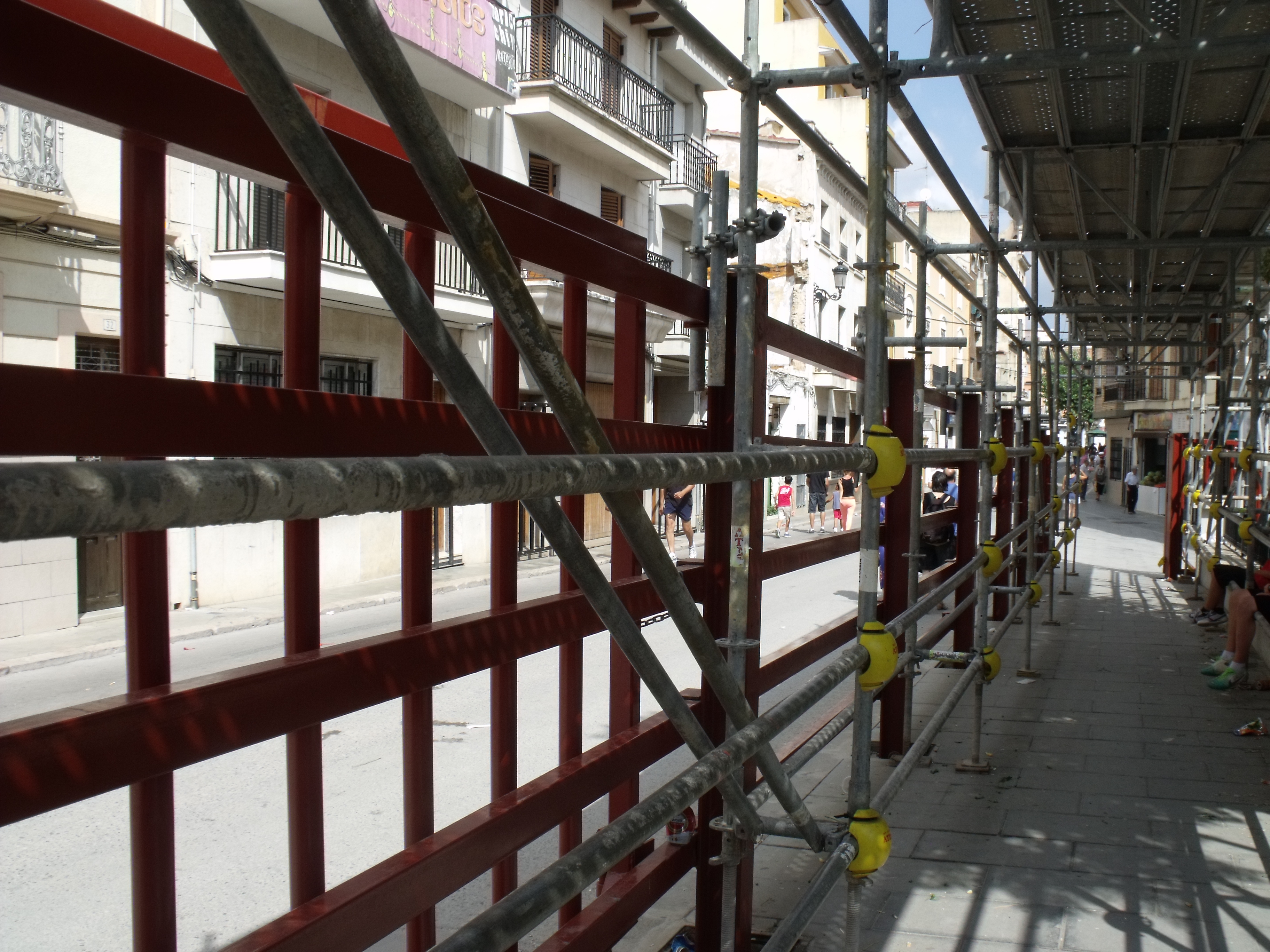
Calles preparadas para la Fiesta del Torico

Se celebran a partir de la segunda quincena de agosto. Durante varios días, miles de personas se echan a las calles y disfrutan de la fiesta más popular de la localidad. Comienzan el quince de agosto con la festividad de la Virgen de la Asunción y continúan el día 16 con la festividad de San Roque. Sin duda, los tres días más apasionantes son los que siguen ya que 17, 18 y 19 se celebran las tres carreras de Torico. En la actualidad, las fiestas se alargan con tardes de vaquillas y toros en punta y la fiesta queda cerrada el último sábado del mes en el que se celebra la carrera especial del Torico en el que los toros de las ganaderías vencedoras sacan de nuevos sus toros a la calle.
La historia marca la aparición de esta celebración ligada a los cambios de la sociedad de la época. Para la sociedad española de los siglos XVIII y XIX, el toro representaba la clase de la nobleza. Cuando a principios de la década de 1760, los chivanos inician su desvinculación del régimen feudal, van a hacer tres cosas que intentan plasmar ese derrumbe de la sociedad feudal: por un lado, van a construir una nueva iglesia parroquial, desvinculada del Señor Feudal, con el aporte económico de la población; por otro, van a reconstruir la ermita de la Virgen del Castillo: este es un símbolo de ocupación por parte del pueblo de Chiva del símbolo más claro del poder feudal: el Castillo. Una tercera forma va directamente dirigida a humillar el poder señorial: el toro, símbolo de ese poder, es atado, ensogado y después conducido por el pueblo y sus calles. Al hacerlo así, el poder señorial es, simbólicamente dominado. Al toro se le reconoce como señor, como noble: se le trata con respeto y miramiento, pero se le lleva de aquí para allá, siempre controlándolo.
Hoy en día la tradición se mantiene de manera fiel, y todo chivano que se precie transmite esa ilusión por el toro y las celebraciones ligadas a este, hasta el punto de convertir Chiva en la capital mundial del Toro de Cuerda. Además, fue reconocida por la Generalitat como fiesta de Interés Turístico autonómico de la Comunidad Valenciana.
Diferentes leyendas transmitidas oralmente sitúan su origen tras la reconquista de Jaime I en la Edad Media, pero dado que no existe un archivo digno en la población, debido a guerras, hurtos, desastres naturales, etc, los documentos escritos más antiguos que se conservan, son relativamente "recientes". Efectivamente, estos documentos datan de 1765 y son la Memoria de Construcción de la iglesia parroquial de San Juan Bautista; en ellos se hace referencia a las fiestas de agosto de 1765: “Las fiestas del Torico estaban encima. Aquel año, como cualquier otro, se celebraron con gran algazara y brillantez, por los mozos del pueblo, los típicos festejos. El torico corrió por las calles y las plazas con la natural alegría de jóvenes y viejos. Los clavarios, una vez concluidos los festejos, entregaron a la junta de obras 74 libras, más el producto de un toro cedido por los mozos para gastos de las obras, en total, 83 libras, 9 sueldos, 5 dineros“.
También en las fiestas de agosto que van de los años 1766 a 1775 se constata que los clavarios, que eran quienes organizaban los festejos (fue así hasta la creación de la Peña Taurina en 1965) siguieron vendiendo ese único toro que se utilizaba para las seis carreras, con el objetivo de sufragar las obras del nuevo templo parroquial. Incluso los mismos, organizaron bailes y rifas con el fin de recaudar dinero con este fin.
En 2019, la Peña Taurina El Torico, con la ayuda del ayuntamiento de Chiva, se hizo con un documento que, fechado en 1648, supone todo un descubrimiento al ser el documento más antiguo encontrado hasta el momento en el que se habla de los festejos populares taurinos. Más remoto incluso que los referentes al Bou en Corda de Ontinyent (Alicante), que tiene fechado su origen en 1662 y que hasta el momento presumía de ser la fiesta más longeva. Así pues, ciñéndonos a datos documentales, "El torico de la cuerda de Chiva", es la fiesta de toro con cuerda más antigua de España. De esta forma, fue declarada fiesta de interés turístico autonómico por la Generalidad Valenciana.

#### Semana Santa y Domingo de Resurrección
Comienza el viernes anterior al Viernes Santo con la procesión de la Virgen de los Dolores, el Domingo de Ramos se celebra una breve romería desde la calle San Isidro hasta la iglesia, el Jueves Santo se celebra la procesión del silencio, en la cual se sube una cruz a la ermita de la virgen donde esta se encuentra con la misma, el viernes se celebra la procesión del santo entierro, el sábado tras la vigilia pascual se realiza la procesión de las antorchas, y para culminar los actos religiosos, el domingo comienza el día con despertá, misa, encuentro de la virgen y el resucitado en el paseo de Argentina, posterior a esto procesión, fiesta de la flor y mascletá, este día es conocido popularmente como Mañanica de Pascua, por la tarde la gente en cuadrillas sale a comer la mona de pascua, y más tarde acudir a la feria, situada enfrente de la escuela de adultos antiguo matadero.

#### San Antonio Abad
Esta fiesta se celebra en enero y se honra al patrón de los animales, en el que hacen una hoguera en el paseo de la Argentina. Además, el cura bendice a todos los animales en la plaza.

#### San Alejandro y San Macario
Esta festividad tiene lugar el 6 de febrero rindiendo culto a los patrones de Chiva: San Alejandro y San Macario. Para ello hacen varios actos religiosos y, además, hacen un pasacalle acompañado de música en el que prenden hogueras como símbolo de purificación.

#### San Cristóbal
San Cristóbal representa el patrono de los conductores y, para honrarlo, todos los conductores hacen un recorrido por las calles de Chiva hasta llegar al objetivo final: la plaza del pueblo. Aquí el cura bendice a todos los conductores.

#### San Juan
El 24 de junio es el inicio del verano en Chiva. Es desde este día que se celebran conciertos todos los domingos en el jardín de la Casa de la Cultura a cargo de la Sociedad Musical “La Artística de Chiva” y de la Orquesta de Pulso y Púa “Villa de Chiva”.

#### San Miguel
El 24 de junio es el inicio del verano en Chiva. Es desde este día que se celebran conciertos todos los domingos en el jardín de la Casa de la Cultura a cargo de la Sociedad Musical “La Artística de Chiva” y de la Orquesta de Pulso y Púa “Villa de Chiva”.

#### Virgen del Pilar
La Virgen del Pilar está en la Calle del Pilar del pueblo y se realizan actos religiosos, verbenas y otras actividades para pasar tiempo entre vecinos y venerar a la Virgen del Pilar. Además, el día 12 de octubre (día oficial de la virgen) la trasladan a la iglesia San Juan Bautista en un pasacalle y allí el cura oficia una misa en su honor. Más tarde, se reúnen en el cuartel de la Guardia Civil para tomarse un tentempié.

#### Santa Cecilia
Santa Cecilia es la patrona de los músicos y la banda y orquesta de Chiva realizan conciertos en honor a ella. También suelen dar la bienvenida a los educandos que entran nuevos en estas agrupaciones musicales que, después del acto, acaban celebrando con una cena todos.

#### Las Fallas
Desde el siglo XVIII en que consta que las Fallas de Valencia ya se celebraban, en Chiva, reaparecieron en 2001. Hoy en día, los actos se organizan igual que en Valencia capital desde las mascletás los actos oficiales, hasta actividades tanto para los pequeños como para los adultos. Con el tiempo el número de falleros y de tradición por esta fiesta ha ido aumentando.